# Beachvolleybal op de Olympische Zomerspelen 2024 (vrouwen)
Het beachvolleybaltoernooi voor vrouwen tijdens de Olympische Zomerspelen 2024 in Parijs vond plaats van 27 juli tot en met 9 augustus 2024. De wedstrijden werden gespeeld op het Champ-de-Mars voor de Eiffeltoren waar een tijdelijk stadion stond.
Het onderdeel bestond uit een groepsfase en knockoutfase. Voor de groepsfase waren de 24 deelnemende teams verdeeld over zes groepen van vier, waarin een halve competitie werd gespeeld. De nummers één en twee van elke groep evenals de twee beste nummers drie gingen door naar de achtste finales. De vier overige nummers drie speelden twee play-offs voor een plaats in de achtste finale. Vanaf de achtste finales werd er gespeeld via het knock-outsysteem.
De Brazilianen Ana Patrícia Ramos en Duda Lisboa wonnen de olympische titel door in de finale het Canadese duo Melissa Humana-Paredes en Brandie Wilkerson in drie sets te verslaan. Het Zwitserse duo Tanja Hüberli en Nina Brunner won de wedstrijd om het brons van de Australiërs Mariafe Artacho del Solar en Taliqua Clancy.

## Groepsfase
|  | Direct naar de laatste zestien |
|  | Naar de play-offs              |

### Groep A
| # | NOC | Ploeg                  | Punten | Wedstrijden | Wedstrijden | Sets | Sets | Sets  | Spelpunten | Spelpunten | Spelpunten |
| # | NOC | Ploeg                  | Punten | W           | V           | W    | V    | Ratio | W          | V          | Ratio      |
| - | --- | ---------------------- | ------ | ----------- | ----------- | ---- | ---- | ----- | ---------- | ---------- | ---------- |
| 1 | BRA | Ana Patrícia / Duda    | 6      | 3           | 0           | 6    | 0    | MAX   | 126        | 85         | 1,482      |
| 2 | ESP | Liliana / Paula        | 5      | 2           | 1           | 4    | 3    | 1,333 | 116        | 131        | 0,885      |
| 3 | ITA | Gottardi / Menegatti   | 4      | 1           | 2           | 3    | 4    | 0,750 | 126        | 117        | 1,077      |
| 4 | EGY | Abdelhady / Elghobashy | 3      | 0           | 3           | 0    | 6    | 0,000 | 91         | 126        | 0,722      |

| Datum      |                      | Score |                        | Set 1   | Set 2   | Set 3   |
| ---------- | -------------------- | ----- | ---------------------- | ------- | ------- | ------- |
| 28 juli    | Gottardi / Menegatti | 1 – 2 | Liliana / Paula        | 22 – 24 | 21 – 9  | 14 – 16 |
| 28 juli    | Ana Patrícia / Duda  | 2 – 0 | Abdelhady / Elghobashy | 21 – 14 | 21 – 19 |         |
| 30 juli    | Gottardi / Menegatti | 2 – 0 | Abdelhady / Elghobashy | 21 – 16 | 21 – 10 |         |
| 30 juli    | Ana Patrícia / Duda  | 2 – 0 | Liliana / Paula        | 21 – 12 | 21 – 13 |         |
| 1 augustus | Liliana / Paula      | 2 – 0 | Abdelhady / Elghobashy | 21 – 18 | 21 – 14 |         |
| 1 augustus | Ana Patrícia / Duda  | 2 – 0 | Gottardi / Menegatti   | 21 – 17 | 21 – 10 |         |

### Groep B
| # | NOC | Ploeg             | Punten | Wedstrijden | Wedstrijden | Sets | Sets | Sets  | Spelpunten | Spelpunten | Spelpunten |
| # | NOC | Ploeg             | Punten | W           | V           | W    | V    | Ratio | W          | V          | Ratio      |
| - | --- | ----------------- | ------ | ----------- | ----------- | ---- | ---- | ----- | ---------- | ---------- | ---------- |
| 1 | USA | Nuss / Kloth      | 6      | 3           | 0           | 6    | 1    | 6,000 | 135        | 112        | 1,205      |
| 2 | AUS | Mariafe / Clancy  | 5      | 2           | 1           | 4    | 3    | 1,333 | 126        | 123        | 1,024      |
| 3 | CHN | Xue / Xia         | 4      | 1           | 2           | 4    | 4    | 1,000 | 146        | 137        | 1,066      |
| 4 | CAN | Bansley / Bukovec | 3      | 0           | 3           | 0    | 6    | 0,000 | 91         | 126        | 0,722      |

| Datum      |                  | Score |                   | Set 1   | Set 2   | Set 3   |
| ---------- | ---------------- | ----- | ----------------- | ------- | ------- | ------- |
| 27 juli    | Xue / Xia        | 1 – 2 | Mariafe / Clancy  | 20 – 22 | 21 – 14 | 14 – 16 |
| 27 juli    | Nuss / Kloth     | 2 – 0 | Bansley / Bukovec | 21 – 17 | 21 – 14 |         |
| 29 juli    | Xue / Xia        | 2 – 0 | Bansley / Bukovec | 21 – 15 | 21 – 19 |         |
| 29 juli    | Nuss / Kloth     | 2 – 0 | Mariafe / Clancy  | 21 – 16 | 21 – 16 |         |
| 1 augustus | Mariafe / Clancy | 2 – 0 | Bansley / Bukovec | 21 – 10 | 21 – 16 |         |
| 1 augustus | Nuss / Kloth     | 2 – 1 | Xue / Xia         | 15 – 21 | 21 – 16 | 15 – 12 |

### Groep C
| # | NOC | Ploeg                  | Punten | Wedstrijden | Wedstrijden | Sets | Sets | Sets  | Spelpunten | Spelpunten | Spelpunten |
| # | NOC | Ploeg                  | Punten | W           | V           | W    | V    | Ratio | W          | V          | Ratio      |
| - | --- | ---------------------- | ------ | ----------- | ----------- | ---- | ---- | ----- | ---------- | ---------- | ---------- |
| 1 | USA | Hughes / Cheng         | 6      | 3           | 0           | 6    | 0    | MAX   | 128        | 100        | 1,280      |
| 2 | GER | Müller / Tillmann      | 5      | 2           | 1           | 4    | 2    | 2,000 | 120        | 94         | 1,277      |
| 3 | CZE | Hermannová / Štochlová | 4      | 1           | 2           | 2    | 5    | 0,400 | 107        | 127        | 0,843      |
| 4 | FRA | Vieira / Chamereau     | 3      | 0           | 3           | 1    | 6    | 0,167 | 106        | 140        | 0,757      |

| Datum      |                    | Score |                        | Set 1   | Set 2   | Set 3  |
| ---------- | ------------------ | ----- | ---------------------- | ------- | ------- | ------ |
| 28 juli    | Müller / Tillmann  | 2 – 0 | Vieira / Chamereau     | 21 – 14 | 21 – 12 |        |
| 28 juli    | Hughes / Cheng     | 2 – 0 | Hermannová / Štochlová | 21 – 16 | 21 – 11 |        |
| 31 juli    | Müller / Tillmann  | 2 – 0 | Hermannová / Štochlová | 21 – 17 | 21 – 9  |        |
| 31 juli    | Hughes / Cheng     | 2 – 0 | Vieira / Chamereau     | 21 – 16 | 23 – 21 |        |
| 2 augustus | Vieira / Chamereau | 1 – 2 | Hermannová / Štochlová | 13 – 21 | 21 – 18 | 9 – 15 |
| 2 augustus | Hughes / Cheng     | 2 – 0 | Müller / Tillmann      | 21 – 18 | 21 – 18 |        |

### Groep D
| # | NOC | Ploeg              | Punten | Wedstrijden | Wedstrijden | Sets | Sets | Sets  | Spelpunten | Spelpunten | Spelpunten |
| # | NOC | Ploeg              | Punten | W           | V           | W    | V    | Ratio | W          | V          | Ratio      |
| - | --- | ------------------ | ------ | ----------- | ----------- | ---- | ---- | ----- | ---------- | ---------- | ---------- |
| 1 | SUI | Esmée / Zoé        | 6      | 3           | 0           | 6    | 2    | 3,000 | 147        | 133        | 1,105      |
| 2 | LAT | Tina / Anastasija  | 5      | 2           | 1           | 4    | 2    | 2,000 | 114        | 110        | 1,036      |
| 3 | CAN | Melissa / Brandie  | 4      | 1           | 2           | 3    | 4    | 0,750 | 126        | 120        | 1,050      |
| 4 | PAR | Poletti / Michelle | 3      | 0           | 3           | 1    | 6    | 0,167 | 116        | 140        | 0,829      |

| Datum      |                   | Score |                    | Set 1   | Set 2   | Set 3   |
| ---------- | ----------------- | ----- | ------------------ | ------- | ------- | ------- |
| 29 juli    | Melissa / Brandie | 2 – 0 | Poletti / Michelle | 21 – 16 | 21 – 12 |         |
| 29 juli    | Tina / Anastasija | 0 – 2 | Esmée / Zoé        | 15 – 21 | 14 – 21 |         |
| 31 juli    | Tina / Anastasija | 2 – 0 | Poletti / Michelle | 21 – 19 | 21 – 15 |         |
| 31 juli    | Melissa / Brandie | 1 – 2 | Esmée / Zoé        | 18 – 21 | 21 – 13 | 11 – 15 |
| 3 augustus | Esmée / Zoé       | 2 – 1 | Poletti / Michelle | 23 – 21 | 18 – 21 | 15 – 12 |
| 3 augustus | Melissa / Brandie | 0 – 2 | Tina / Anastasija  | 14 – 21 | 20 – 22 |         |

### Groep E
| # | NOC | Ploeg                  | Punten | Wedstrijden | Wedstrijden | Sets | Sets | Sets  | Spelpunten | Spelpunten | Spelpunten |
| # | NOC | Ploeg                  | Punten | W           | V           | W    | V    | Ratio | W          | V          | Ratio      |
| - | --- | ---------------------- | ------ | ----------- | ----------- | ---- | ---- | ----- | ---------- | ---------- | ---------- |
| 1 | BRA | Carol / Bárbara        | 6      | 3           | 0           | 6    | 1    | 6,000 | 140        | 113        | 1,239      |
| 2 | NED | Stam / Schoon          | 5      | 2           | 1           | 5    | 2    | 2,500 | 139        | 122        | 1,139      |
| 3 | JPN | Akiko / Ishii          | 4      | 1           | 2           | 2    | 4    | 0,500 | 103        | 100        | 1,030      |
| 4 | LTU | Paulikienė / Raupelytė | 3      | 0           | 3           | 0    | 6    | 0,000 | 79         | 126        | 0,627      |

| Datum      |                        | Score |                        | Set 1   | Set 2   | Set 3   |
| ---------- | ---------------------- | ----- | ---------------------- | ------- | ------- | ------- |
| 28 juli    | Carol / Bárbara        | 2 – 0 | Akiko / Ishii          | 21 – 12 | 21 – 19 |         |
| 28 juli    | Stam / Schoon          | 2 – 0 | Paulikienė / Raupelytė | 21 – 19 | 21 – 17 |         |
| 30 juli    | Carol / Bárbara        | 2 – 0 | Paulikienė / Raupelytė | 21 – 13 | 21 – 14 |         |
| 30 juli    | Stam / Schoon          | 2 – 0 | Akiko / Ishii          | 21 – 16 | 21 – 14 |         |
| 2 augustus | Paulikienė / Raupelytė | 0 – 2 | Akiko / Ishii          | 11 – 21 | 5 – 21  |         |
| 2 augustus | Carol / Bárbara        | 2 – 1 | Stam / Schoon          | 16 – 21 | 21 – 17 | 19 – 17 |

### Groep F
| # | NOC | Ploeg              | Punten | Wedstrijden | Wedstrijden | Sets | Sets | Sets  | Spelpunten | Spelpunten | Spelpunten |
| # | NOC | Ploeg              | Punten | W           | V           | W    | V    | Ratio | W          | V          | Ratio      |
| - | --- | ------------------ | ------ | ----------- | ----------- | ---- | ---- | ----- | ---------- | ---------- | ---------- |
| 1 | SUI | Hüberli / Brunner  | 6      | 3           | 0           | 6    | 0    | MAX   | 126        | 74         | 1,703      |
| 2 | ESP | Álvarez / Moreno   | 5      | 2           | 1           | 4    | 2    | 2,000 | 115        | 104        | 1,106      |
| 3 | FRA | Placette / Richard | 4      | 1           | 2           | 2    | 4    | 0,500 | 89         | 118        | 0,754      |
| 4 | GER | Ludwig / Lippmann  | 3      | 0           | 3           | 0    | 6    | 0,000 | 93         | 127        | 0,732      |

| Datum      |                    | Score |                   | Set 1   | Set 2   | Set 3 |
| ---------- | ------------------ | ----- | ----------------- | ------- | ------- | ----- |
| 29 juli    | Hüberli / Brunner  | 2 – 0 | Álvarez / Moreno  | 21 – 12 | 21 – 19 |       |
| 29 juli    | Placette / Richard | 2 – 0 | Ludwig / Lippmann | 21 – 14 | 22 – 20 |       |
| 31 juli    | Hüberli / Brunner  | 2 – 0 | Ludwig / Lippmann | 21 – 9  | 21 – 15 |       |
| 31 juli    | Placette / Richard | 0 – 2 | Álvarez / Moreno  | 12 – 21 | 15 – 21 |       |
| 3 augustus | Álvarez / Moreno   | 2 – 0 | Ludwig / Lippmann | 21 – 16 | 21 – 19 |       |
| 3 augustus | Placette / Richard | 0 – 2 | Hüberli / Brunner | 11 – 21 | 8 – 21  |       |

### Play-offs
| Datum      |                   | Score |                        | Set 1   | Set 2   | Set 3 |
| ---------- | ----------------- | ----- | ---------------------- | ------- | ------- | ----- |
| 3 augustus | Akiko / Ishii     | 2 – 0 | Placette / Richard     | 21 – 15 | 21 – 18 |       |
| 3 augustus | Melissa / Brandie | 2 – 0 | Hermannová / Štochlová | 21 – 15 | 21 – 12 |       |

## Knockoutfase
| Achtste finale | Achtste finale       | Achtste finale | Achtste finale | Achtste finale |  |  | Kwartfinale       | Kwartfinale         | Kwartfinale | Kwartfinale | Kwartfinale |  |  | Halve finale | Halve finale        | Halve finale | Halve finale | Halve finale |  |              | Finale           | Finale              | Finale       | Finale       | Finale |
|                |                      |                |                |                |  |  |                   |                     |             |             |             |  |  |              |                     |              |              |              |  |              |                  |                     |              |              |        |
|                | Ana Patrícia / Duda  | 21             | 21             |                |  |  |                   |                     |             |             |             |  |  |              |                     |              |              |              |  |              |                  |                     |              |              |        |
|                | Akiko / Ishii        | 15             | 16             |                |  |  |                   | Ana Patrícia / Duda | 21          | 21          |             |  |  |              |                     |              |              |              |  |              |                  |                     |              |              |        |
|                | Müller / Tillmann    | 13             | 21             | 16             |  |  | Tina / Anastasija | 16                  | 10          |             |             |  |  |              |                     |              |              |              |  |              |                  |                     |              |              |        |
|                | Tina / Anastasija    | 21             | 17             | 18             |  |  |                   |                     |             |             |             |  |  |              | Ana Patrícia / Duda | 20           | 21           | 15           |  |              |                  |                     |              |              |        |
|                | Carol / Bárbara      | 22             | 14             |                |  |  |                   |                     |             |             |             |  |  |              | Mariafe / Clancy    | 22           | 15           | 12           |  |              |                  |                     |              |              |        |
|                | Mariafe / Clancy     | 24             | 21             |                |  |  |                   | Mariafe / Clancy    | 21          | 16          | 15          |  |  |              |                     |              |              |              |  |              |                  |                     |              |              |        |
|                | Xue / Xia            | 27             | 16             |                |  |  | Esmée / Zoé       | 19                  | 21          | 12          |             |  |  |              |                     |              |              |              |  |              |                  |                     |              |              |        |
|                | Esmée / Zoé          | 29             | 21             |                |  |  |                   |                     |             |             |             |  |  |              |                     |              |              |              |  |              |                  | Ana Patrícia / Duda | 26           | 12           | 15     |
|                | Hughes / Cheng       | 21             | 17             | 15             |  |  |                   |                     |             |             |             |  |  |              |                     |              |              |              |  |              |                  | Melissa / Brandie   | 24           | 21           | 10     |
|                | Gottardi / Menegatti | 18             | 21             | 12             |  |  |                   | Hughes / Cheng      | 18          | 19          |             |  |  |              |                     |              |              |              |  |              |                  |                     |              |              |        |
|                | Liliana / Paula      | 21             | 16             |                |  |  | Hüberli / Brunner | 21                  | 21          |             |             |  |  |              |                     |              |              |              |  |              |                  |                     |              |              |        |
|                | Hüberli / Brunner    | 23             | 21             |                |  |  |                   |                     |             |             |             |  |  |              | Hüberli / Brunner   | 21           | 20           | 12           |  |              |                  |                     |              |              |        |
|                | Álvarez / Moreno     | 18             | 21             | 15             |  |  |                   |                     |             |             |             |  |  |              | Melissa / Brandie   | 14           | 22           | 15           |  |              |                  |                     |              |              |        |
|                | Stam / Schoon        | 21             | 19             | 13             |  |  |                   | Álvarez / Moreno    | 18          | 18          |             |  |  |              |                     |              |              |              |  | Derde plaats | Derde plaats     | Derde plaats        | Derde plaats | Derde plaats |        |
|                | Melissa / Brandie    | 21             | 21             |                |  |  | Melissa / Brandie | 21                  | 21          |             |             |  |  |              |                     |              |              |              |  |              | Mariafe / Clancy | 17                  | 15           |              |        |
|                | Nuss / Kloth         | 19             | 18             |                |  |  |                   |                     |             |             |             |  |  |              |                     |              |              |              |  |              |                  | Hüberli / Brunner   | 21           | 21           |        |